# آرشي ماكورميك
آرشي ماكورميك (بالإنجليزية: Archie McCormick)‏ هو لاعب اتحاد الرغبي نيوزلندي، ولد في 23 فبراير 1899 في كرايستشرش في نيوزيلندا، وتوفي في 8 فبراير 1969.